# 1718 en musique classique
| \| • Retour à la chronologie générale de la musique classique • \| |
| Grèce • Rome • Haut Moyen Âge • VIIIe siècle • IXe siècle • Xe siècle • XIe siècle XIIe siècle • XIIIe siècle • XIVe siècle • XVe siècle • XVIe siècle • XVIIe siècle XVIIIe siècle • XIXe siècle • XXe siècle • XXIe siècle |
| • Retour à la chronologie générale de la musique classique • |

| Années en musique classique : 1715 - 1716 - 1717 - 1718 - 1719 - 1720 - 1721    |
| Décennies en musique classique : 1680 - 1690 - 1700 - 1710 - 1720 - 1730 - 1740 |

## Événements
- 15 février : création d'Armida al campo d'Egitto, opéra d'Antonio Vivaldi.
- Carnaval : création de Telemaco, dramma per musica d'Alessandro Scarlatti, au Teatro Capranica de Rome.
- Principes de l'accompagnement au clavecin, de Jean-François Dandrieu.
- Sémiramis, tragédie lyrique de André Cardinal Destouches.
- Il trionfo dell'onore, opéra d'Alessandro Scarlatti, créé à Naples.

## Naissances
- 21 novembre : Friedrich Wilhelm Marpurg, musicographe, éditeur, théoricien et compositeur allemand († 22 mai 1795).
- 27 juin : Wenzel Raimund Birck, compositeur autrichien († 17 juillet 1763).

Sans date :
- Richard Mudge, clerc et compositeur anglais († avril 1763).
- Antonio Ripa, maître de chapelle et compositeur aragonais († 3 novembre 1795).

## Décès
- 24 mars : Louise-Geneviève Gillot de Saintonge, femme de lettres et librettiste française (° 1650).
- 26 novembre : Bernardo Sabadini, organiste et compositeur italien (° première moitié du XVIIe siècle)

Sans date:
- Giulio Taglietti, compositeur et violoniste italien (° vers 1660).